# Borci za Hrvatsku
Borci za Hrvatsku je ratni dokumentarni i propagandni film snimljen za vrijeme Nezavisne Države Hrvatske, 1944. godine. Slikovni je izvještaj o obuci hrvatskih domobrana u Stockerauu u Njemačkoj (danas u Austriji). Scenarijski, dramaturški i redateljski prilično je manjkav u zanatskom smislu, a logika priče je vojnička. 

## Radnja
Film započinje kratkim pregledom hrvatske vojne povijesti te pregledom hrvatske povijesti kroz zemljovide Hrvatske. Sredovječni čovjek u seljačkoj nošnji, Grga Krmpotić, došao je u domobranski stožer. Žali se poručniku jer je čuo da mu je sin ga poslan u Njemačku. U ured ulazi potpukovnik. Njega je utjelovio poznati dirigent Lovro plemeniti Matačić koji je kasnije završio na robiji u Staroj Gradiški. Matačić je vodio Zbor i orkestar Zavoda za prinudni rad Stara Gradiška. On upravo odlazi u Stockerau, gdje je Grgin sin na vojnoj obuci, jer će zatim poslije imati koncert u Beču, te sa sobom vodi zabrinutog oca. U Stockerauu, Matačić i Grga Krmpotić obilaze vojarnu. Istodobno se odvija i pokazna vježba posade pod zapovjedništvom njemačkog podčasnika. Iz sobe mladih vojaka čuju se hrvatske pjesme. Te nedjelje Matačić dirigira izvedbom "Licitarsko srce" Krešimira Baranovića. Nakon obuke u Stockerauu, domobranski se dočasnici vraćaju u Zagreb te se susreću s rodbinom, a poslije govora zapovjednika odlaze na bojište. Nakon prolaska kroz Mostar, preko Starog mosta, na ratištu se vode borbe. Cestom prolazi kolona vojnika iznad Dubrovnika, vojnik s puškom u ruci stoji nad gradom Dubrovnikom. Završni natpis je naslov Matoševa stiha: I dok je srdca biti će i Hrvatske.

## Ostalo
- Za vrijeme snimanja filma na obuci u Stockerauu je bio i Velimir Pavelić, sin poglavnika Ante Pavelića.